# Lijst van burgemeesters van Montfort
Dit is een lijst van burgemeesters van de voormalige Nederlandse gemeente Montfort tot die gemeente op 1 januari 1991 fuseerde met de gemeenten Sint Odiliënberg en Posterholt tot de gemeente Ambt Montfort (tot 1994 genaamd 'gemeente Posterholt')
| Ambtsperiode | Foto | Naam burgemeester        | Partij of stroming | Bijzonderheden                                 |
| ------------ | ---- | ------------------------ | ------------------ | ---------------------------------------------- |
| 1800 - 1804  |      | M. Meeuwissen            |                    |                                                |
| 1805 - 1813  |      | G.J.Driessen op Heijden  |                    |                                                |
| 1814 - 1815  |      | P.F. Heijligers          |                    |                                                |
| 1815 - 1830  |      | J. de Maas/Maes          |                    |                                                |
| 1836 - 1871  |      | Willem Mestrom           |                    | tevens gemeentesecretaris tot 19 mei 1871      |
| 1871 - 1889  |      | Willem van Ophoven       |                    |                                                |
| 1890 - 1911  |      | A. Meuwissen             |                    |                                                |
| 1911 - 1933  |      | H.H.H. van de Venne      |                    | tevens burgemeester van Maasbracht (1902-1933) |
| 1933 - 1941  |      | mr. J.E.M.L.H. Geradts   |                    | tevens burgemeester van Maasbracht             |
| 1941 - 1944  |      | P.J. Kluytmans           | NSB                | tevens burgemeester van Maasbracht             |
| 1945         |      | mr. J.E.M.L.H. Geradts   |                    | tevens burgemeester van Maasbracht             |
| 1946 - 1958  |      | J.K. Geurts              |                    | later burgemeester van Horst                   |
| 1958 - 1982  |      | Jef (J.K.E.) Apers       | KVP / partijloos   |                                                |
| 1982 - 1987  |      | John (J.J.Th.E.) Gijsen  | CDA                |                                                |
| 1987 - 1991  |      | Martin (M.W.C.M.) Smeets | VVD                | waarnemend, tevens burgemeester van Vlodrop    |